# Twitter Cards
 (décembre 2023).
Si vous disposez d'ouvrages ou d'articles de référence ou si vous connaissez des sites web de qualité traitant du thème abordé ici, merci de compléter l'article en donnant les références utiles à sa vérifiabilité et en les liant à la section « Notes et références ».
Les Twitter Cards (anglais, littéralement « cartes Twitter»), est un format de métadonnées proposé par Twitter pour l'enrichissement des pages web. Les Twitter Cards permettent d'incorporer des éléments multimédias et des résumés aux tweets.
L'objectif principal des Twitter Cards est d'améliorer la visibilité et l'attractivité des liens partagés sur Twitter. Elles sont particulièrement prisées des sites web, des applications et des entreprises cherchant à maximiser l'impact de leur contenu sur cette plateforme de médias sociaux. Grâce à leur flexibilité et à leur capacité à rendre le partage d'informations plus visuel, elles ont contribué à enrichir l'expérience des utilisateurs de Twitter et à renforcer l'engagement sur cette plateforme.
Exemple de code HTML :
```
<meta name="twitter:card" content="summary">
<meta name="twitter:site" content="Site Exemple">
<meta name="twitter:title" content="Page d'accueil">
<meta name="twitter:description" content="Bienvenue sur la page d'accueil">
<meta name="twitter:image" content="https://monsite.com/soleil.gif">
```

## Sources
- https://developer.twitter.com/en/docs/twitter-for-websites/cards/guides/getting-started